# Medal „Za wyróżnienie w ochronie granic państwowych ZSRR”
Medal „Za wyróżnienie w ochronie granic państwowych ZSRR” (ros. Медаль «За отличие в охране государственной границы СССР») – radzieckie odznaczenie wojskowe.
Medal został ustanowiony dekretem Rady Najwyższej ZSRR z 13 lipca 1950 roku, dekretem z 11 lutego 1966 roku zmieniono opis odznaki, a jego statut został poprawiony dekretami z dnia 18 marca 1977 i 18 lipca 1980 roku.

## Zasady nadawania
Medal został ustanowiony dla nagrodzenia żołnierzy Wojsk Pogranicza i innych osób za czyny bojowe i inne zasługi w ochronie granic ZSRR, w szczególności:
- za odwagę i męstwo w czasie działań bojowych w przypadkach prób przekraczania granicy państwowej,
- za umiejętne dowodzenie operacjami w obronie granic państwowych i prób naruszenia granic ZSRR,
- za aktywne działania w wyniku których zatrzymano osoby naruszające granic państwa,
- za umiejętne zorganizowanie ochrony granic i wzorowe działania na rzecz wzmocnienia ochrony granic ZSRR,
- za doskonałą służbę w ochronie granic ZSRR,
- za pomoc żołnierzom w działaniach na rzecz ochrony granic państwowych ZSRR,

Medal nadawało Prezydium Rady Najwyższej ZSRR na wniosek Przewodniczącego Komitetu Bezpieczeństwa Państwowego. 
Łącznie nagrodzono tym medalem ponad 67 tys. osób.

## Opis odznaki
Odznakę medalu stanowi krążek o średnicy 32 mm, zgodnie z dekretem z 1950 roku wykonany ze srebra, następnie od 1966 roku ze tzw. nowego srebra. Na awarsie znajduje się postać uzbrojonego żołnierza Wojsk Pogranicza, za którym jest słup graniczny z godłem ZSRR, w tle góry. Na rewersie w górnej części jest pięcioramienna gwiazda a pod nią napis ЗА ОТЛИЧИЕ В ОХРАНЕ ГОСУДАРСТВЕННОЙ ГРАНИЦЫ СССР (pol. za wyróżnienie w ochronie granic państwowych ZSRR), pod napisem dwa wieńce z liści dębowych, splecione szarfą na którą nałożony jest sierp i młot. 
Medal zawieszony jest na metalowej pięciokątnej blaszce obciągniętej wstążką koloru zielonego szerokości 24 mm, po bokach w odległości 3 mm od krawędzi znajdują się czerwone paski o szer. 3 mm.